# Szövetkezeti üzletrész

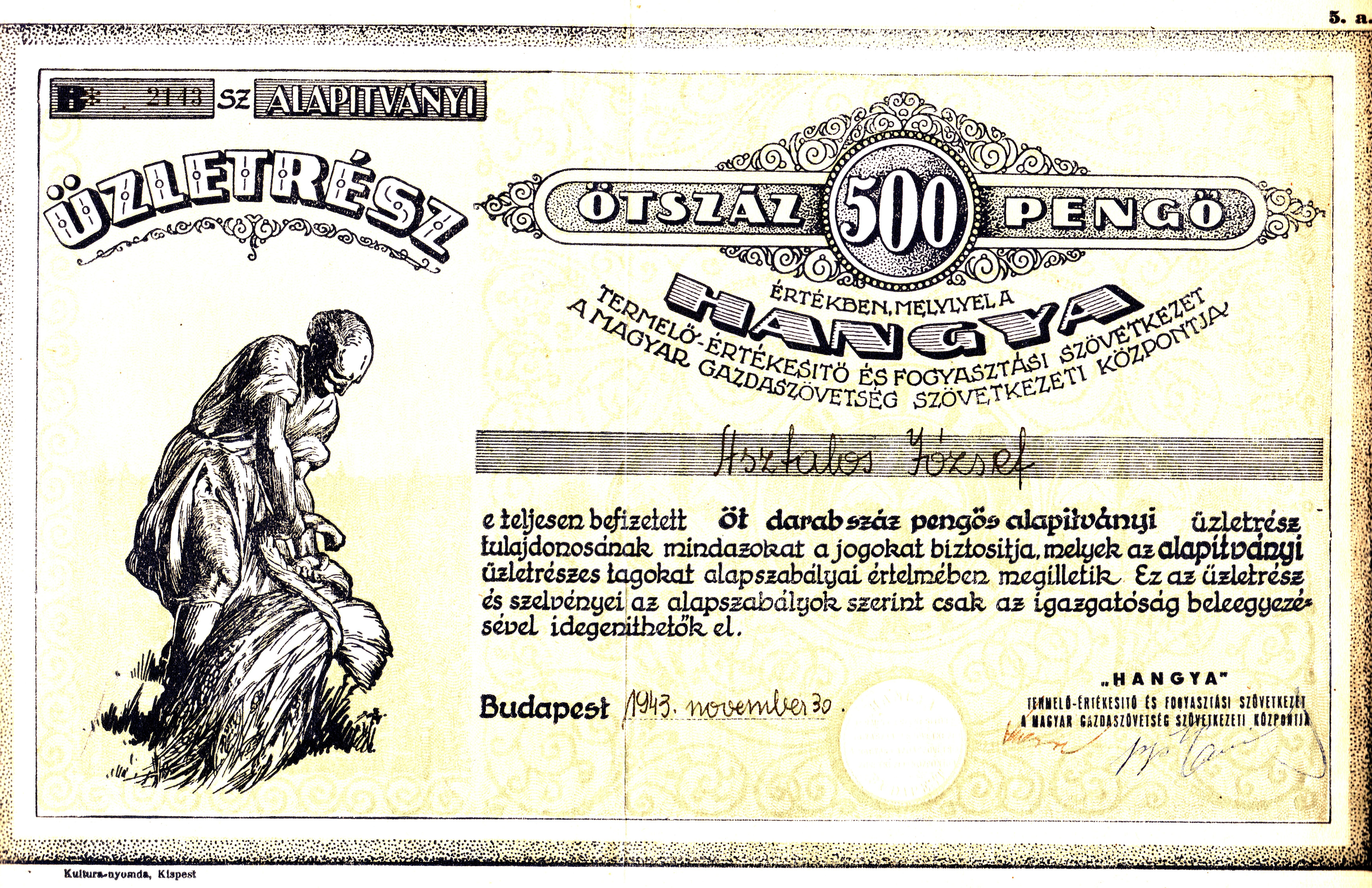
A Hangya Szövetkezet üzletrésze - 1943

A szövetkezeti üzletrész fogalmát Magyarországon a szövetkezetekről szóló 1992. évi I. törvény  határozta meg. Ez a jogintézmény 2007. április 30. napjával megszűnt.
A 2006. július 1. napjától hatályos szövetkezeti törvény (2006. évi X. törvény) alapján az üzletrész intézménye idegen a szövetkezeti vagyon szerkezetétől, ezért a törvény a még meglévő üzletrészek 2007. április 30. napjáig történő megszüntetésére, illetőleg befektetési részjeggyé való átalakítására tartalmaz szabályokat. Ennek következtében 2007. április 30. napjával megszűnt a szövetkezeti üzletrész jogintézménye. 

## Jellemzői
A szövetkezet az eredménytartalékból és a tőketartalékból a közgyűlés döntése szerint
a) üzletrésztőkét képezhet, melyből tagjainak – az alapszabály rendelkezésének megfelelően – üzletrészt juttathat, illetve
b) üzletrésztőkét növelhet, melynek összege az üzletrész-tulajdonosok között az üzletrészek arányában kerül felosztásra. 
Üzletrésztőkenövelés esetén az alapszabály rendelkezései szerint üzletrésszel nem rendelkező tag részére is juttatható üzletrész.
Az üzletrésztőkéből az üzletrész-tulajdonosra eső részről a jogosult kérésére névre szóló értékpapírt kell kiállítani (szövetkezeti üzletrész).
A szövetkezeti üzletrész átruházható, örökölhető, és a szövetkezet adózott eredményéből évente részesedésre jogosít. A szövetkezeti üzletrész után tilos kamatot fizetni.
Ha az üzletrész tulajdonosa üzletrészét kívülálló személyre kívánja átruházni, a szövetkezetet és tagjait elővásárlási jog illeti meg. 
A szövetkezeti üzletrészek tulajdonosairól és az üzletrészek névértékéről a szövetkezet nyilvántartást köteles vezetni. Az átruházást és öröklést a szövetkezethez haladéktalanul be kell jelenteni.